# Публична администрация
Публичната администрация е съвкупност от обществени организации, които работят в една страна. Публична администрация е също и академична дисциплина.

## История
В Съединените американски щати за баща на публичната администрация, допринесъл съществено за обособяването ѝ като отделна област, се счита президента Удроу Уилсън, работил в края на 19 век. Основни концепции са разделянето на политиката от държавната администрация и насърчаване на принципа на разделение на властите с цел превенция на корупцията.

## Основни направления
От академична гледна точка, дисциплината публичната администрация се състои от няколко поддисциплини, сред които Управление на човешките ресурси в публичната администрация и др.